# آی‌ان‌اس پرابال (کی۹۳)
آی‌ان‌اس پرابال (کی۹۳) (به انگلیسی: INS Prabal (K93)) یک کشتی است که طول آن 38.6 meters می‌باشد.